# Nusa elva
Nusa elva är en tvåvingeart som först beskrevs av Walker 1849.  Nusa elva ingår i släktet Nusa och familjen rovflugor. Inga underarter finns listade i Catalogue of Life.